# Guislaberto II di Rossiglione
Guislaberto, o Guislabert (XI secolo – dopo il 15 settembre 1102), è stato un nobile franco, conte di Rossiglione, dal 1074 fino alla sua morte.

## Origine
Secondo il documento n° LVI del 1074, del Cartulaire Roussillonais, era il figlio primogenito del conte di Rossiglione, Gausfredo II e di sua moglie, Adelaide, di cui non si conoscono gli ascendenti.
Gausfredo II di Rossiglione, secondo il documento n°CCXXVI del 7 aprile 1044, del Marca Hispanica sive Limes Hispanicus, era il figlio primogenito del conte di Rossiglione, Guislaberto I e della sua prima moglie, Beliarda, di cui non si conoscono gli ascendenti.

## Biografia
Di Guislaberto II si hanno scarse notizie.
Verso il 1060, affiancò il padre, Gausfredo II, nel governo della contea.
Infatti tra il 1065 ed il 1066, Gausfredo II, assieme al figlio, Guislaberto, partecipò al Sinodo di Toulouges, assieme al cugino Ponzio I di Empúries, Guglielmo II di Besalú e Raimondo I di Cerdagna; mentre secondo il documento n° LVI del 1074, del Cartulaire Roussillonais, Guislaberto condusse una trattativa con suo cugino, Ponzio I, conte di Empuries. In questo incontro furono definiti i rispettivi diritti e doveri tra le due contee; tra gli altri diritti alla contea del Rossiglione fu riconosciuto l'appartenenza del Monastero di Sant Pere de Rodes e di altri monasteri.
Questo accordo fu poi rinnovato, nel 1085, col figlio di Ponzio I, Ugo II.
Alla morte di suo padre, Gausfredo II, nel 1074 circa, gli era succeduto nella contea del Rossiglione come conte Guislaberto II.
Il documenti n° 370 del Preuves delle Histoire générale de Languedoc, Tomus V, datato 10 maggio 1087, ci riferisce di una udienza pubblica tenuta in Rossiglione di fronte a Guislaberto II e al conte di Empuries, Ugo II che portò alla restituzione di una proprietà alla chiesa di Elne.
Il documenti n° CCCXXVI del Marca Hispanica sive Limes Hispanicus, datato 25 settembre 1100, ci informa di un accordo tra Berengario, vescovo di Elne, e Guislaberto II ed il proprio figlio, Gerardo.
Di Guislaberto II non si conosce la data esatta della sua morte che viene posta verso la fine del 1102, dopo il 15 settembre, data in cui il documenti n° CCCXXXI del Marca Hispanica sive Limes Hispanicus, ci informa che Guislaberto II era ancora in vita, in quanto autore, assieme alla moglie, Stefania, al proprio figlio, Gerardo e alla nuora, Agnese, di una donazione alla chiesa di Saint-Jean le Vieux di Perpignano.
Alla sua morte gli succedette il figlio Gerardo I

## Matrimonio e discendenza
Guislaberto II aveva sposato Stefania di cui non si conoscono gli ascendenti e da cui ebbe un figlio
- Gerardo[13] († 1113), conte di Rossiglione,

### Fonti primarie
- (LA)  Histoire générale de Languedoc, Tomus V Preuves.
- (LA)  Cartulaire Roussillonais.

### Letteratura storiografica
- Louis Halphen, La Francia nell'XI secolo, in «Storia del mondo medievale», vol. II, 1999, pp. 770–806
- Rafael Altamira, La Spagna (1031-1248), in "Storia del mondo medievale", vol. V, 1999, pp. 865–896
- (LA)  Marca Hispanica sive Limes Hispanicus, 1688.